# Canovasee
Der Canovasee (rätoromanisch im Idiom Sutsilvan Leg da Canova, so auch auf der Landeskarte) liegt zwischen Paspels und Almens im Domleschg im schweizerischen Kanton Graubünden auf 777 m Höhe. Er ist vom Parkplatz beim Oberstufenschulhaus Paspels in wenigen Minuten zu Fuss erreichbar.

## Lage
Der See liegt in einer Mulde südöstlich des Dorfes Paspels und wird ohne sichtbaren Zufluss gespeist. Der Abfluss erfolgt unterirdisch durch eine Röhre zu einem kleinen Bach im Westen des Sees.

## See
Der Canovasee ist wie die nahe gelegene Burg Neu-Süns im Besitz der Familie von Planta, die auch den Landwirtschaftsbetrieb des Gutes Canova führt. Im See leben Hechte, Karpfen, Egli und Aale; für Forellen ist der See wegen des stehenden Wassers nicht geeignet. Das Fischen ist verboten.
Die Wassertiefe nimmt wegen der absinkenden Pflanzenreste stetig ab. Heute beträgt sie noch rund 10 Meter, deshalb erwärmt sich das Wasser im Sommer auf bis zu 24 °C.
Am östlichen Ufer ist eine Feuerstelle eingerichtet. Das Baden im See ist kostenpflichtig.

## Besonderes
- 2004 wurde nach einer Geschichte von Ian McEwan am Canovasee der Kurzfilm «First Love, Last Rites» gedreht. Regie führte Susanne Kaelin. Der Film erschien im Dezember 2005[2]
- 1998 wurde am See als Freilichtaufführung das Stück  Katharina Knie von Carl Zuckmayer aufgeführt.
- Früher wurde im See Hanf gewässert, um die Fasern aus der Pflanze lösen zu können. Hergestellt wurden vor allem Schnüre und Seile.

## Galerie

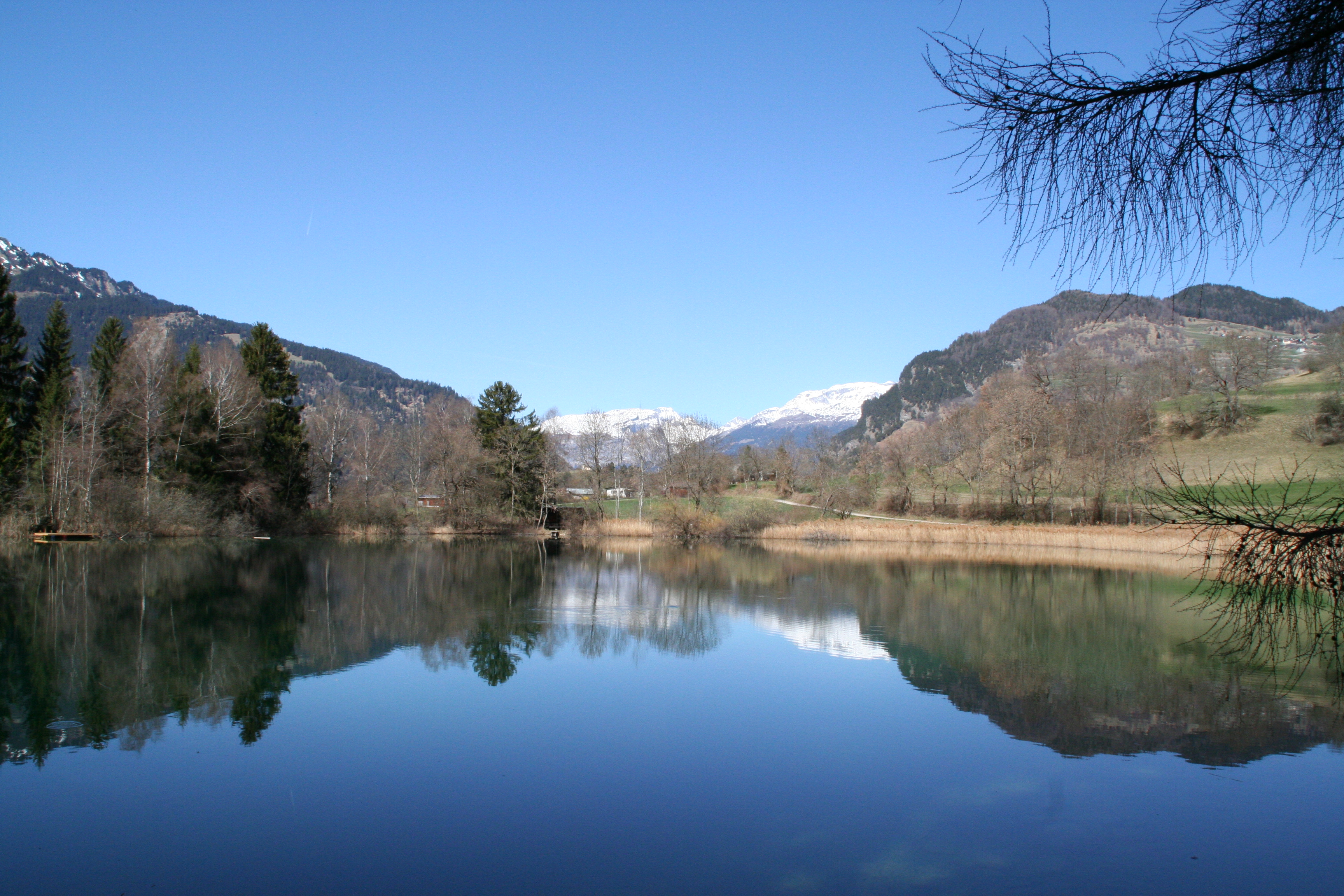
Blick nach Norden
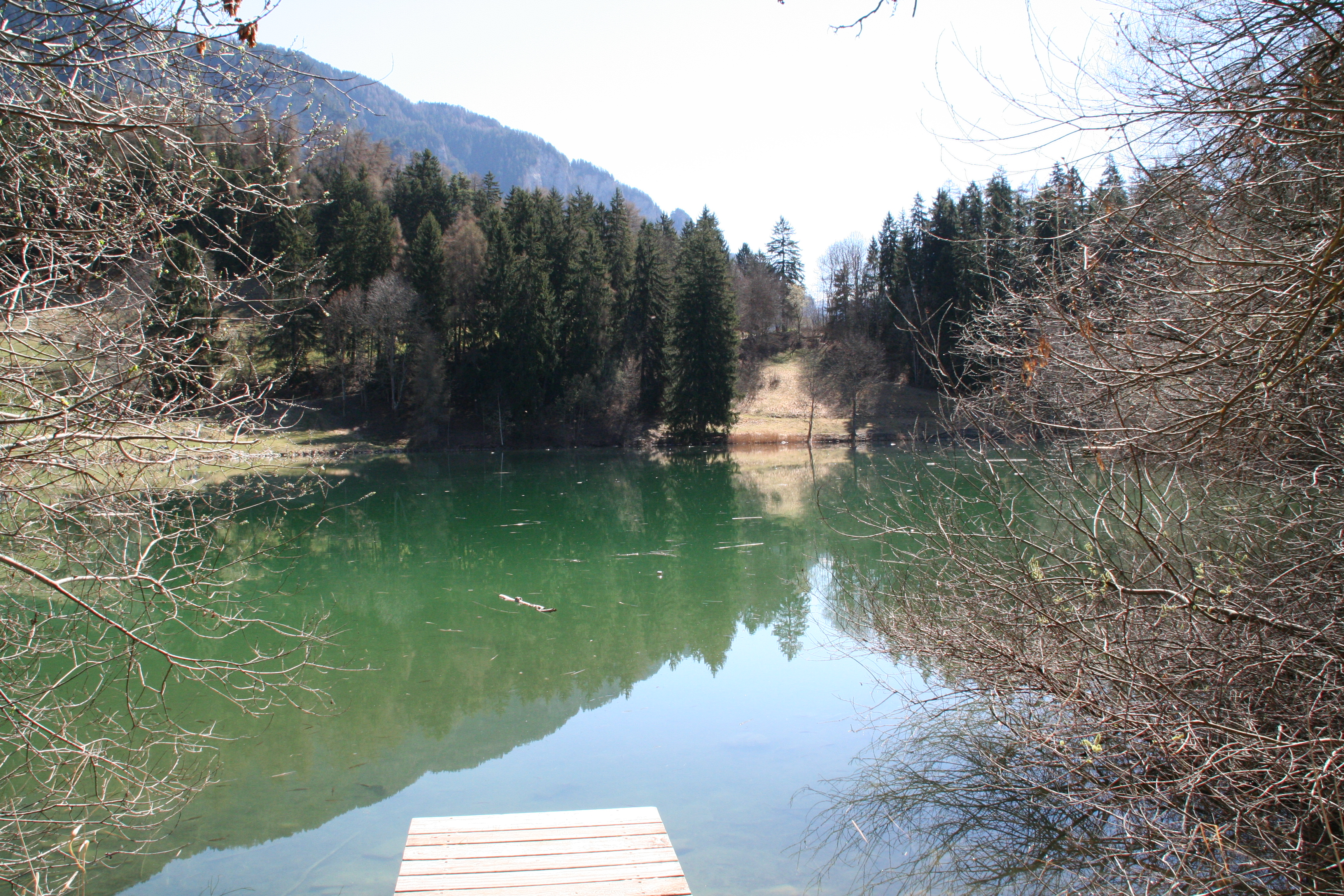
Nach Osten
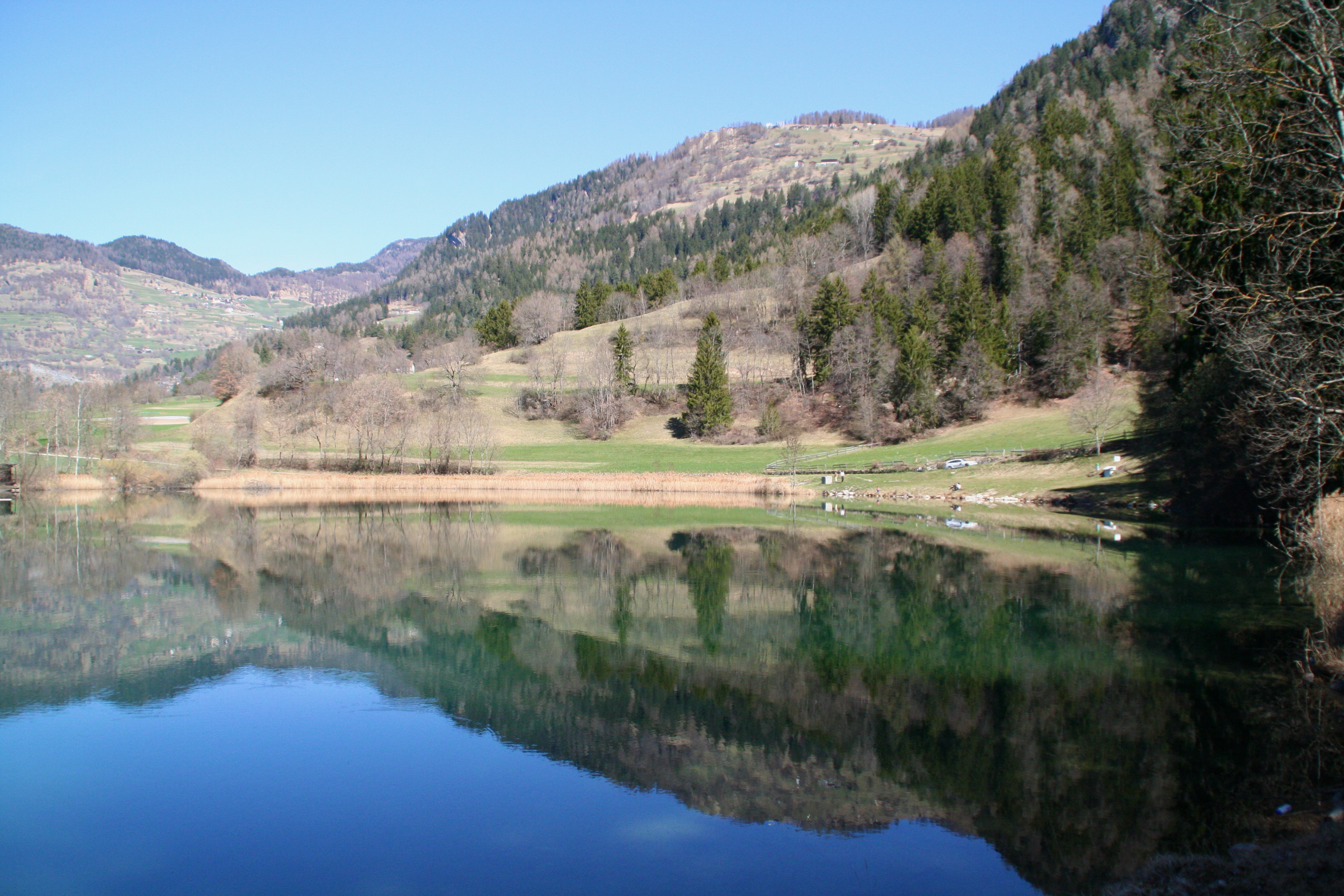
Picknickplatz und Feuerstelle am Ostufer
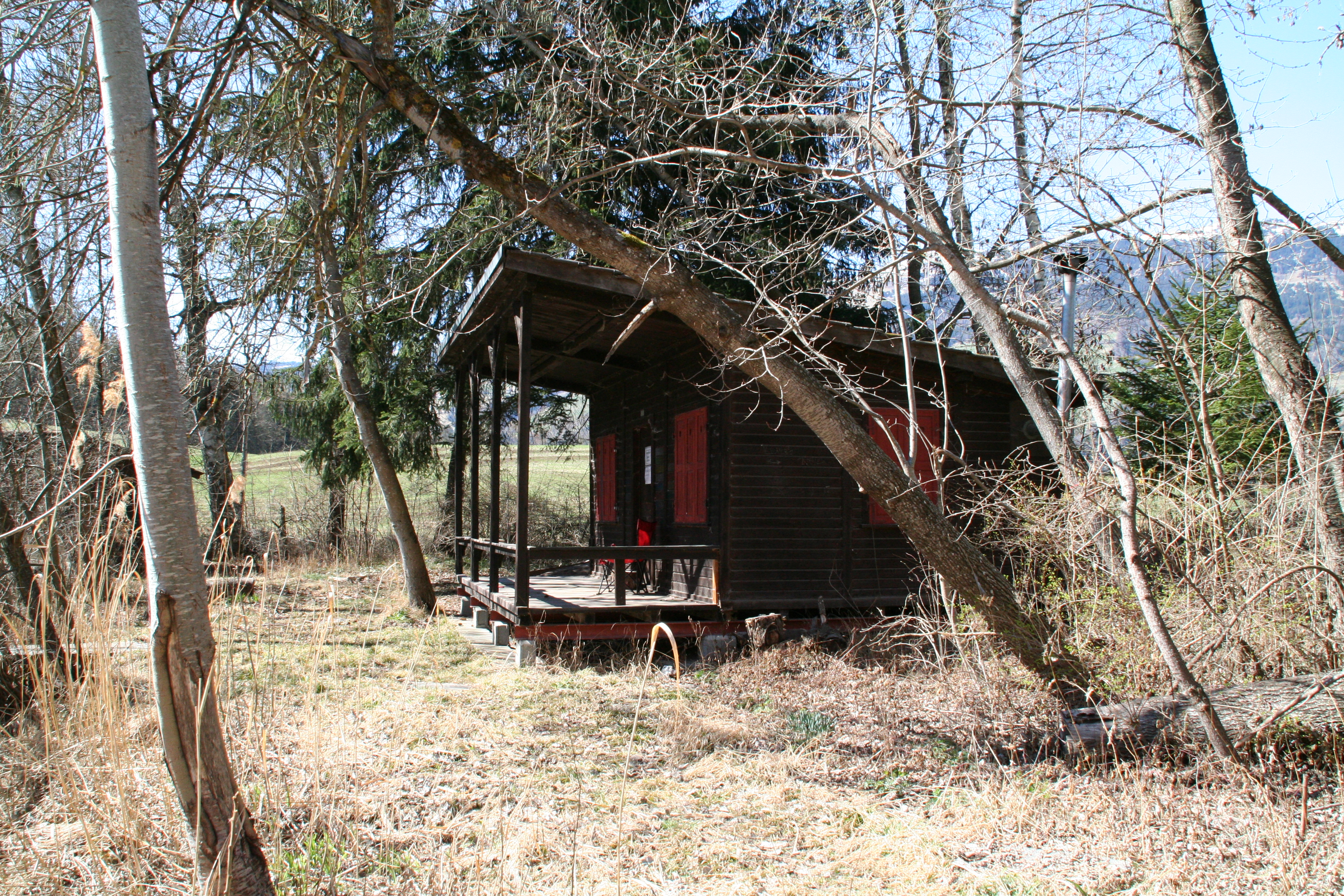
Die Hütte, Drehort des Films